# Компьютерная деловая игра
Компьютерная деловая игра (КДИ) — это учебно-тренинговая компьютерная система, построенная на основе математической модели, описывающей хозяйственный процесс и иные приближенные к реальности ситуации по определенным правилам. КДИ позволяет отрабатывать навыки принятия управленческих решений и комплексного экономического анализа в меняющейся ситуации.
КДИ является частным случаем деловой игры. В качестве типичного примера КДИ можно привести известную онлайн бизнес-симуляцию Виртономика

## Применение в учебном процессе
Учебные занятия с применением КДИ представляют собой сочетание традиционных лекций, семинаров и инновационных форм обучения: игровых практикумов и т.д.
Последовательность внедрения КДИ в учебный курс варьируется от сложности предмета, продолжительности и формы обучения. Как правило, с интерфейсом,  содержанием и правилами применения учебных компьютерных программ знакомятся на первых занятиях. После этого, во время проведения тематических и контрольных занятий, КДИ используется с разной степенью интенсивности. Иногда на их основе проводятся тесты и принимаются экзамены.
КДИ, выдвигая перед участниками имитационно-практические задачи, способствуют расширению проблемности преподавания, существенно повышают заинтересованность аудитории в изучении теоретического материала. При том, что участники КДИ имеют различные интересы, обусловленные их игровой ролью и задачей. Один, например, выступает в качестве специалиста отдела производства, а другой — финансовый директор; один генеральный директор, другой - подчиненный и т.п. В результате каждый из участников одни и те же деловые вопросы решает со своих индивидуальных позиций. Вместе с тем под влиянием объективных экономических закономерностей, предопределяющих хозяйственную деятельность людей, они вынуждены искать и приходить к единому решению. Все это в наибольшей степени, чем любой другой методический прием преподавания экономических дисциплин, помогает понять суть экономического анализа, способствует выработке практических действий, направленных на выбор оптимального экономического варианта хозяйственной деятельности.
Разрешая игровое задание с помощью компьютера, участники КДИ оценивают исходный материал, характеризующий экономическую обстановку, находят ответ на поставленную перед ними имитационно-деловую проблему, согласуют мнение со своими партнерами по игре и вырабатывают вместе с ними общее управленческое решение.
В КДИ при непосредственном участии преподавателя и с помощью знаковых средств (электронных таблиц, графических и документарных форм и др.) воссоздается предметное и социальное содержание профессиональной деятельности, имитируется поведение участников игры по заданным правилам, отражающим условия и динамику реальной производственной обстановки.
Создавая в обучении имитацию конкретных условий и динамики производства, а также действий и отношений специалистов, КДИ служит средством экономического анализа, актуализации, применения и закрепления знаний. Развитие личности специалиста в деловой игре обусловлено усвоением профессиональных действий (норм) и норм отношений участников производственного процесса. Методически правильно построенные деловые игры служат эффективным средством обучения технологии принятия управленческих решений.
Основными компонентами КДИ являются сценарий, программы руководителя и участника, регламент. Сценарий включает характеристику игровой ситуации (организации), правила игры и описание производственных и иных параметров. В регламенте фиксируются порядок тем или документов, общие требования к режиму её проведения и к инструктивным материалам состав и описание разыгрываемых ролей, а также дополнительные материалы.
Поведение участников – основной инструмент как в КДИ, так и в трационной деловой игре. Очень важен правильный выбор временного режима проведения игры, воссоздание реальной обстановки.
Важную роль играет уровень методического мастерства преподавателя, который сказывается в том, чтобы найти оптимальную возможность применения КДИ и её соотношения с другими методами, направления творческой мысли на решение поставленной задачи, вызвова познавательного интереса, мобилизации в нужный момент общественного мнения и укреплении авторитета участника КДИ.
Таким образом, очевидные преимущества КДИ как средств обучения состоят в следующем:
1. Учебные занятия с их использованием требуют меньших временных затрат по сравнению с традиционными лекциями и семинарами. У участников КДИ вырабатываются навыки и качества, которые не могут  быть развиты иными методами обучения.
2. Применение КДИ способствует интенсивному усвоению и запоминанию необходимой учебной информации, связанной с профессиональной подготовкой специалистов экономического профиля.
3. КДИ позволяет контролировать знания участников игровых групп в процессе игры, что позволяет сократить время на специальную проверку знаний учащихся.
4. По результатам деятельности в КДИ можно получить достаточно сведений о профессиональных и личностных качествах, оценить их готовность к руководящей деятельности, к решению практических задач на предприятиях.
5. Данный метод провоцирует включение рефлексивных процессов, предоставляет возможность интерпретации, осмысления полученных результатов.
6. В игре формируются установки профессиональной деятельности, легче преодолеваются стереотипы, корректируется самооценка.
7. Деловая игра насыщена обратной связью, причем более содержательной по сравнению с применяемой в традиционных методах.
8. Игра увлекает.